# Joyner Holmes
Joyner Michelle Holmes (Dallas, 22 febbraio 1998) è una cestista statunitense, professionista nella WNBA.

## Carriera
È stata selezionata dalle Seattle Storm al secondo giro del Draft WNBA 2020 (19ª scelta assoluta).